# Sandra Pereira
Sandra Maria de Brito Pereira (Alvoco da Serra, 18 de fevereiro de 1977) é uma linguista e política portuguesa, atuante no campo da linguística e deputada ao Parlamento Europeu por Portugal. Eleita pela lista da Coligação Democrática Unitária (CDU), para as quais foi nomeada pelo Partido Comunista Português, que por sua vez integra o grupo confederal Esquerda Unitária Europeia/Esquerda Nórdica Verde (GUE/NGL).

## Atividade política
Militante do Partido Comunista Português, é membro da Direção do seu Setor Intelectual da Organização Regional de Lisboa.

### Deputada Europeia
Pereira foi eleita deputada ao Parlamento Europeu por Portugal nas eleições parlamentares europeias de 2019 pela lista da CDU, na qual era a segunda colocada (logo depois do cabeça-de-lista João Ferreira). 
No Parlamento Europeu, onde representa o PCP, é Vice-Presidente da Comissão do Emprego e dos Assuntos Sociais do Parlamento Europeu e membro da Comissão dos Direitos da Mulher e da Igualdade dos Géneros, Nesta última comissão, é coordenadora do grupo GUE/NGL. É também membro efetivo da Delegação à Assembleia Parlamentar Euro-Latino-Americana (Eurolat) e membro suplente da Comissão da Indústria, da Investigação e da Energia e da Delegação para as relações com o Mercosul.
É observadora internacional das eleições para a Assembleia Nacional da Venezuela em 2020.

## Atividade extrapolítica
Pereira é investigadora no Centro de Linguística da Universidade de Lisboa e dirigente da Associação dos Bolseiros de Investigação Científica (ABIC), assim como da Sociedade Desportiva e Recreativa do Outeiro da Vinha de Alvoco da Serra, Seia, sua terra natal.